# Бланкенхоф
Бланкенхоф (нем. Blankenhof) — община в Германии, в земле Мекленбург-Передняя Померания.
Входит в состав района Мекленбург-Штрелиц. Подчиняется управлению Неферин.  Население составляет 687 человек (на 31 декабря 2010 года). Занимает площадь 18,23 км².